# Hospital José María Carabaño Tosta
El Hospital Dr. José María Carabaño Tosta —también conocido como Seguro de San José o simplemente como El Seguro— es un hospital general completo tipo III adscrito al Instituto Venezolano de los Seguros Sociales (IVSS), ubicado en barrio San José de la ciudad de Maracay, Estado Aragua, Venezuela.

## Características
Es un hospital general completo tipo III según la clasificación de hospitales contenida en la Gaceta Oficial de la República Bolivariana de Venezuela N° 32650 Decreto N° 1798 del 21 de enero de 1983.
El Seguro de San José cuenta con 200 camas y atiende a más de 10 mil personas al mes en los servicios de consultas hospitalarias, ginecológicas y obstétricas, emergencias para adultos y niños en salas separadas, así como radiología y laboratorio clínico. Contando además con actividad médico-docente continua en las áreas mencionadas y formación de médicos especialistas en las áreas de Ginecología y Obstetricia, Pediatría y Puericultura y Medicina Crítica de Adultos.
"El Seguro" —como también se la apoda en la ciudad— se encuentra ubicado a dos cuadras del terminal de pasajeros de Maracay en la urbanización San José, de allí su apodo. Tal como con la dirección central del IVSS y otros hospitales del instituto, el Seguro de San José es presidido en la actualidad (dic-2022) por la Dra OLIZ HERNANDEZ (directora general) y el Dr. FRANCISCO CORREA CLISANCHEZ (subdirector médico asistencial), quienes fungen de máximas autoridades en este nosocomio desde febrero de 2022.